# Rick Yune
 (avril 2019).
Si vous disposez d'ouvrages ou d'articles de référence ou si vous connaissez des sites web de qualité traitant du thème abordé ici, merci de compléter l'article en donnant les références utiles à sa vérifiabilité et en les liant à la section « Notes et références ».
Rick Yune est un acteur américain, né le 22 août 1971 à Washington (États-Unis).
Il est surtout populaire pour son rôle de Johnny Tran dans Fast and Furious, celui de Zao dans le 20e James Bond, Meurs un autre jour et celui de Kang Yeonsak dans La Chute de la Maison Blanche. 
Il joue aussi dans les films : La neige tombait sur les cèdres, Alone in the Dark II, Ninja Assassin, L'Homme aux poings de fer, Alita: Battle Angel, Jiu Jitsu et Tetris.
Il tient le rôle de Kaidu dans la série Marco Polo.
Il a fait aussi des apparitions dans les séries : Les Experts, Alias, Prison Break et Hawaii Five-O.

## Filmographie
- 1998 : Nathan Grimm
- 1999 : La neige tombait sur les cèdres (Snow Falling on Cedars) de Scott Hicks : Kazuo Miyamoto
- 2001 : The Fence : Lucky Chang
- 2001 : Fast and Furious (The Fast and the Furious) de Rob Cohen : Johnny Tran
- 2002 : Meurs un autre jour (Die Another Day) de Lee Tamahori : Zao
- 2004 : Alias (série TV) (saison 4 épisodes 1 et 2) : Kazu Tamazaki
- 2006 : Les Experts (série TV) (saison 7 épisode 3) : M.. Hsing
- 2008 : Le 5ème commandement (The Fifth Commandment) : Chance Templeton
- 2008 : Alone in the Dark II d'Uwe Boll : Edward Carnby
- 2009 : Ninja Assassin de James McTeigue : Takeshi
- 2012 : L'Homme aux poings de fer (The Man with the Iron Fists) de RZA : Zen Yi
- 2013 : La Chute de la Maison Blanche (Olympus Has Fallen) d'Antoine Fuqua : Kang
- 2013 : Hawaii Five-O (série TV) (saison 3 épisode 20) : Han Ji-Woon
- 2014 : Marco Polo (série TV) : Kaidu
- 2017 : Prison Break (série TV)(saison 5) : Ja
- 2019 : Alita: Battle Angel de Robert Rodriguez : Maître Clive Lee
- 2020 : Jiu Jitsu de Dimitri Logothetis : Capitaine Sand
- 2023 : Tetris de Jon S. Baird : Eddie, le banquier